# Phare d'Isla Mona
Le nouveau phare d'Isla Mona (en anglais : Mona Island Lighthouse) est un phare actif situé sur Isla Mona rattachée administrativement à Mayagüez, à Porto Rico. Il est géré par l'United States Coast Guard.
L'ancien phare est référencé dans le registre national des lieux historiques sous la tutelle du Gouvernement fédéral des États-Unis depuis le 22 octobre 1981.

## Histoire
Isla Mona est une petite île située dans le Canal de la Mona, entre Porto Rico et Hispaniola.

### Premier phare
Mis en service en 1900, il est le seul phare construit en fer et en acier à Porto Rico. Certaines sources ont indiqué que la structure avait été conçue par Gustave Eiffel, qui a également conçu la tour Eiffel à Paris. Mais des études récentes ont montré que la tour avait été conçue vers 1885 par l'ingénieur espagnol Rafael Ravena .
C'est le premier des deux phares construits par le gouvernement américain à Porto Rico. Il a été allumé pour la première fois en 1900 et automatisé en 1973. En 1976, la lumière a été désactivée et remplacée par une balise moderne. La structure s'est gravement détériorée depuis la désactivation. La lentille de Fresnel de 2e ordre d'origine, la plus grande jamais utilisée à Porto Rico, est stockée en vue de son exposition éventuelle dans un centre de recherche et de tourisme proposé sur l'île. Le site est géré par le Departamento de Recursos Naturales y Ambientales (DRNA) 

### Second phare
En 1976, il a été remplacé par une balise moderne. Cette nouvelle lumière se situe sur les hauteurs du côté nord de l'île, loin du phare d'origine.
Le phare actuel  est une tour métallique à claire-voie, avec une galerie et une balise de 12 m de haut. Il émet, à une hauteur focale de 98 m, un éclat blanc par période de 5 secondes. Sa portée n'est pas connue.
L'identifiant du phare est ARLHS : PUR-011 ; USCG : 3-32295 - Amirauté : J5586 - NGA : 110-14412 .

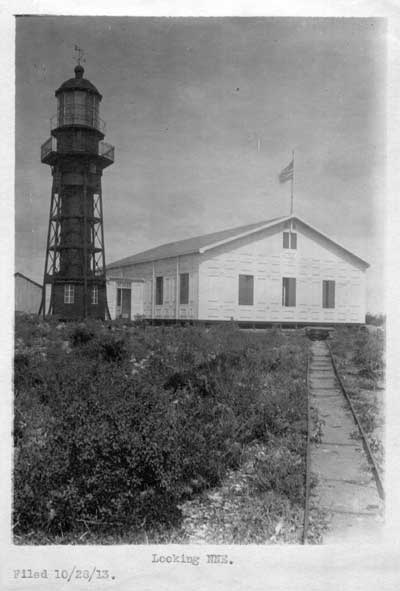
Le phare (1913)
L'ancien phare

### Lien connexe
- Liste des phares de Porto Rico